# Dismember (album)
Dismember är det Stockholmsbaserade death metal-bandet Dismembers åttonde studioalbum. Det gavs ut i februari 2008. Den tidigare trummisen Fred Estby lämnade bandet i april 2007 och detta album är det första med Thomas Daun på trummor.

## Låtlista
1. "Death Conquers All" - 3:48
2. "Europa Burns" - 3:33
3. "Under a Bloodred Sky" - 5:24
4. "The Hills Have Eyes" - 3:15
5. "Legion" - 3:22
6. "Tide of Blood" - 3:35
7. "Combat Fatigue" - 2:29
8. "No Honor in Death" - 3:07
9. "To End It All" - 3:51
10. "Dark Depths" - 3:48
11. "Black Sun" - 6:24

## Banduppsättning
- Matti Kärki - sång
- David Blomqvist - gitarr
- Martin Persson - gitarr
- Tobias Cristiansson - bas
- Thomas Daun - trummor